# WINTER-寒い季節の物語-
「WINTER-寒い季節の物語-」（ウィンター さむいきせつのものがたり）は、EE JUMPの5枚目のシングル。2001年11月28日発売。ユウキは休業中で参加していないため、EE JUMP featuring ソニン名義でリリースされた。

## 概要
- 初回限定盤にはプロモーションビデオが収録されたVHSが付属。
- C/WはCBCテレビ・TBSテレビ系アニメ「ゴーゴー五つ子ら・ん・ど」2期オープニングテーマソング。

## 収録曲
1. WINTER-寒い季節の物語- (5:22)
（作詞・作曲：つんく　編曲：鈴木Daichi秀行＆酒井ミキオ）
2. 仲間っていいじゃん! (3:54)
（作詞・作曲：つんく　編曲：山尾正人）
3. WINTER-寒い季節の物語- (Instrumental) (5:22)
4. 仲間っていいじゃん! (Instrumental) (3:52)